# Феррорезонанс
Феррорезонанс — нелинейный резонанс, который может возникать в электрических цепях переменного тока. Необходимое условие — ёмкость и нелинейная индуктивность в контуре. В линейных цепях феррорезонанс не встречается.
Главная особенность феррорезонанса — возможность возникновения в одной и той же цепи различных его режимов в ответ на различные возмущения.
Явления, аналогичные феррорезонансу, могут возникать и при нелинейной ёмкости, если индуктивность линейна.
Причина нелинейности индуктивности — материал магнитопровода индуктивного элемента, нелинейно реагирующий на магнитное поле. Магнитопроводы обычно выполняются из ферромагнитных или ферримагнитных материалов. Следует учитывать, что на момент введения термина «феррорезонанс» (1920) теория ферримагнетизма не была построена; все подобные материалы назывались ферромагнетиками. Отсюда и название явления «феррорезонанс».

## Разновидности
- Феррорезонанс напряжений. Происходит при последовательном соединении ёмкости и индуктивности.
- Феррорезонанс токов. Происходит при параллельном соединении ёмкости и индуктивности.
- В разветвленных сетях со сложными схемами соединения встречаются случаи феррорезонанса, которые невозможно рассматривать как феррорезонанс напряжений или феррорезонанс токов.

## Режимы феррорезонанса
- Основной режим: напряжения и токи в основном с периодом системы.
- Субгармонический режим. Напряжения и токи с периодами, кратными периоду системы.

Реже встречаются:
- Квазипериодический режим
- Хаотический режим.

Характер практически возникающего режима зависит от начальных условий и чрезвычайно сильно зависит от параметров системы.

## Практическое значение
Феррорезонанс может возникать в электрических сетях как вредное явление, приводящее к серьёзным повреждениям оборудования. Наиболее вреден режим с периодом системы; характерны также субгармонические режимы на 1/3 и 1/5 частоты, с меньшими действующими токами. Значительное количество аварий в энергосистемах с неустановленными причинами объясняется феррорезонансом.
Может быть инициирован в результате подключений, отключений, переходных процессов, грозовых перенапряжений, то есть при смене режима работы сети, при авариях, либо в результате внешнего воздействия. Работа сети в режиме феррорезонанса может долгое время оставаться незамеченной.
При феррорезонансе нередко повреждаются электромагнитные трансформаторы напряжения, из-за чрезмерного тока и перегрева. Технические меры по предотвращению аварий заключаются в основном во временном или постоянном увеличении активных потерь в резонансном контуре. Тем самым удается прекратить феррорезонанс или не допустить его возникновения. Намеренное увеличение потерь, в частности, может достигаться выбором конструкции трансформатора, когда магнитопровод частично выполняется из толстолистовой конструкционной стали.

## Условия возникновения
В нормальных режимах работы трёхфазной сети феррорезонанс маловероятен, так как ёмкости конструкционных элементов оказываются зашунтированными индуктивным сопротивлением входной питающей сети.
Нормальный режим является симметричным. Наиболее распространенная на практике причина феррорезонанса — незаземленная (изолированная) нейтраль в сочетании с неполнофазным режимом. При изолированной нейтрали ёмкость сети относительно земли
соединяется последовательно с обмотками силового
трансформатора или электромагнитного трансформатора напряжения, что создает благоприятное условие для феррорезонанса. Неполнофазный режим может возникать при неполнофазном включении, при разрыве одной фазы или при несимметричном коротком замыкании.

## История
Феррорезонанс впервые описан Жозефом Бетено (фр. Joseph Bethenod) в его статье 1907 года. Термин феррорезонанс, по всей видимости, введен Полем Бушеро (фр. Paul Boucherot) и впервые появляется в его публикации 1920 года, где он анализирует явление возникновения двух стабильных частот в контуре с резистором, конденсатором и нелинейной индуктивностью.